# Katedrála svatého Štěpána (Toulouse)
Katedrála svatého Štěpána (fr. Cathédrale Saint-Étienne) je katolická katedrála ve francouzském městě Toulouse zasvěcená svatému Štěpánovi, která je sídlením kostelem toulouského arcibiskupa. Ke katedrále je připojen starý biskupský palác, kde dnes sídlí prefektura.

## Historie
Katedrála mohla být vybudována na základech kaple založené svatým Saturninem, ovšem vzhledem k neexistenci pozůstatků toto nelze potvrdit. Sama katedrála prošla během vývoje mnoha přestavbami. Až do 13. století byl původní románský kostel bez přestaveb. Rozsáhlou přestavbu zahájil v roce 1272 biskup Bertrand-de-L'Isle. Projekt však zůstal v plánovaném rozmezí nedokončen. Tím vzniklo originální spojení dvou odlišných stavebních částí. Část lodi je románská a chór je gotický. Oba celky byly spojeny v 16. století za působení biskupa Jeana d'Orléans. Chór je dvakrát širší než loď. Románská jižní zeď je prodloužená až ke gotickému chóru. Okna v této zdi jsou ořezaná, neboť došlo k přehodnocení stavby a výška kostela byla zmenšena. Severní zeď postavená později již tuto anomálii nemá. Na západním průčelí je rozeta inspirovaná katedrálou Notre-Dame v Paříži.
V roce 1609 architekt Pierre Levesville postavil kupoli nad chórem, jehož střechu zničil požár. Původně byla klenba ve výši 40 metrů, nyní měří 28 metrů. Katedrála byla také vybavena novým barokním mobiliářem, který nahradil shořelý gotický.
V roce 1938 byla dokončena severní fasáda transeptu.
Stavba je od roku 1862 chráněná jako historická památka.

## Vybavení
Katedrála je jediným kostelem v Toulouse, kde se dochovaly původní vitráže ze 14. století. Jsou zde varhany z roku 1670.
Románská zvonice má 17 zvonů pro zvonkohru a pět zvonů k odbíjení hodin. Zvonkohra byla zničena během Velké francouzské revoluce a byla obnovena v několika fázích.

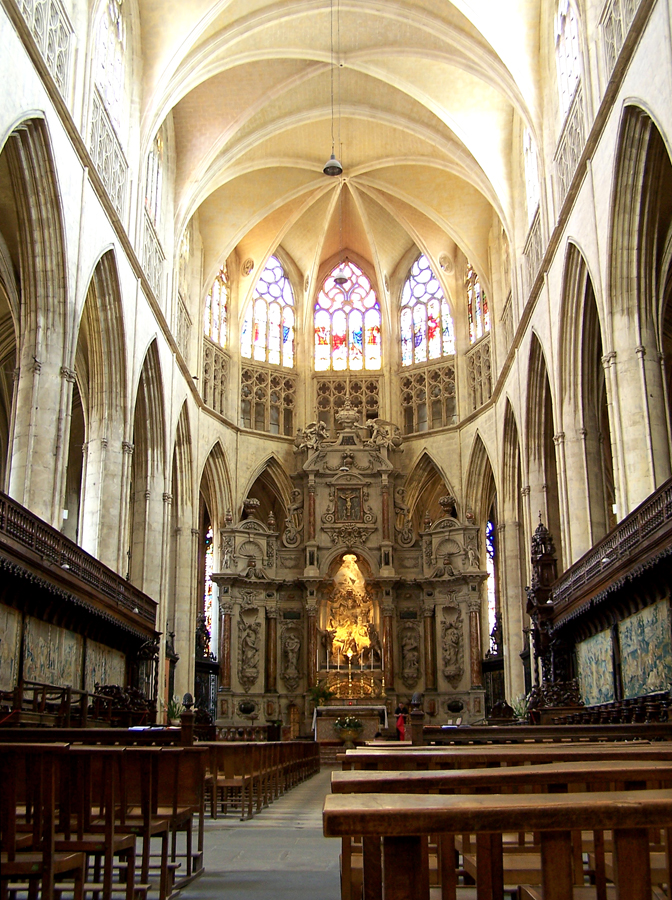
Gotický chór
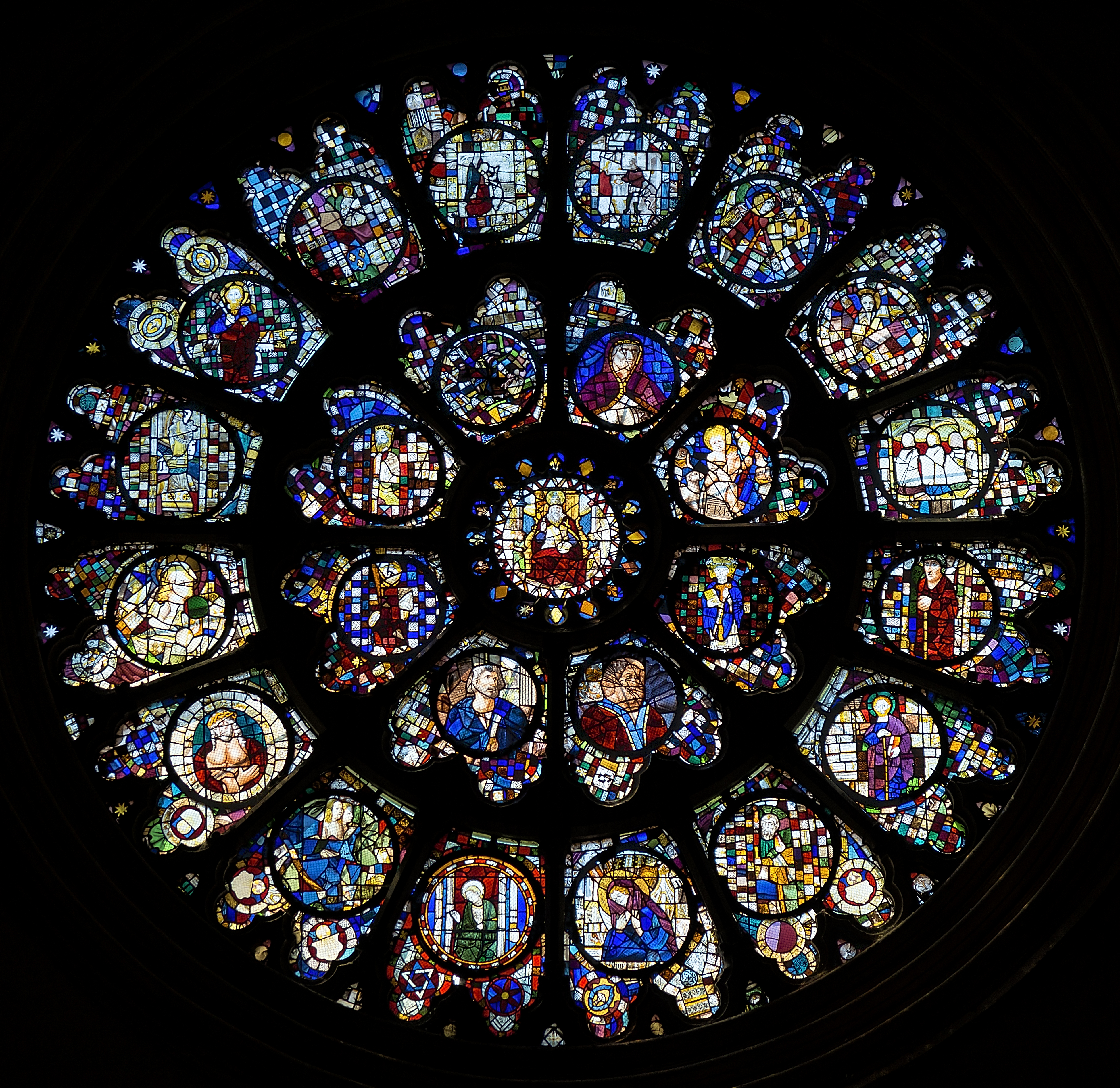
Rozeta
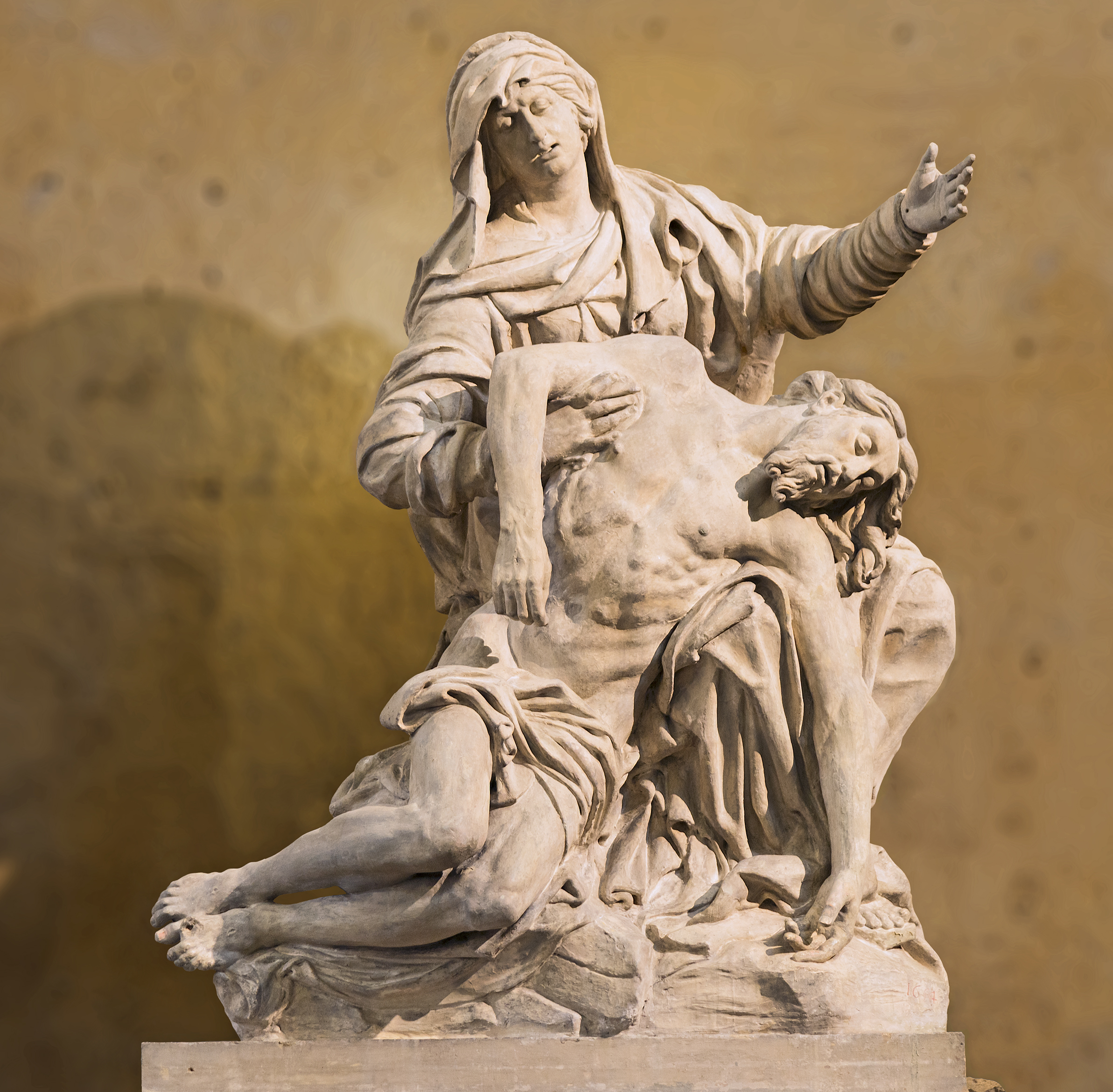
Pietat, Gervais Drouet 1648